# Péter Szappanos
Péter Szappanos (Jászberény, 14 novembre 1990) è un calciatore ungherese, portiere dell'Al-Fateh e della nazionale ungherese.

## Carriera

### Club
Ha giocato sempre nel campionato ungherese, quando era in forza al Dunaharaszti MTK entrò di fatto nella cerchia ristretta di portieri ad aver segnato un gol, segnando nella fattispecie una rete in una partita di Coppa d'Ungheria 2011-2012. Nell'estate 2021 è stato acquistato dall'Honvéd.

### Nazionale
Nel mese di novembre 2021 un infortunio occorso a Péter Gulácsi e le buone prestazioni fornite con la maglia dell'Honved convincono il CT Marco Rossi a convocarlo per la prima volta in nazionale all'età di 30 anni, per le gare di qualificazione al Mondiale 2022 contro San Marino e Polonia; rimane tuttavia in panchina in entrambi i match. A marzo 2022 viene nuovamente convocato, anche questa volta senza entrare in campo, contro Serbia e Irlanda del Nord.
Fa il suo esordio il 20 novembre dello stesso anno, subentrando a Dibusz al minuto 92 dell'amichevole vinta 2-1 contro la Grecia.

## Statistiche

### Presenze e reti nei club
Statistiche aggiornate al 5 ottobre 2024.
| Stagione                | Squadra                 | Campionato              | Campionato | Campionato | Coppe nazionali | Coppe nazionali | Coppe nazionali | Coppe continentali | Coppe continentali | Coppe continentali | Altre coppe | Altre coppe | Altre coppe | Totale | Totale |
| Stagione                | Squadra                 | Comp                    | Pres       | Reti       | Comp            | Pres            | Reti            | Comp               | Pres               | Reti               | Comp        | Pres        | Reti        | Pres   | Reti   |
| ----------------------- | ----------------------- | ----------------------- | ---------- | ---------- | --------------- | --------------- | --------------- | ------------------ | ------------------ | ------------------ | ----------- | ----------- | ----------- | ------ | ------ |
| 2014-2015               | Zalaegerszeg            | NBII                    | 27         | -42        | CU              | -               | -               | -                  | -                  | -                  | -           | -           | -           | 27     | -42    |
| 2015-2016               | Zalaegerszeg            | NBII                    | 26         | -26        | CU              | 1               | -5              | -                  | -                  | -                  | -           | -           | -           | 27     | -31    |
| 2016-2017               | Zalaegerszeg            | NBII                    | 35         | -45        | CU              | 1               | -4              | -                  | -                  | -                  | -           | -           | -           | 36     | -49    |
| 2017-2018               | Zalaegerszeg            | NBII                    | 21         | -33        | CU              | 0               | 0               | -                  | -                  | -                  | -           | -           | -           | 21     | -33    |
| Totale Zalaegerszeg     | Totale Zalaegerszeg     | Totale Zalaegerszeg     | 109        | -146       |                 | 2               | -9              |                    | -                  | -                  |             | -           | -           | 111    | -155   |
| 2018-2019               | Mezőkövesd-Zsóry        | NB1                     | 22         | -25        | CU              | 2               | 0               | -                  | -                  | -                  | -           | -           | -           | 24     | -25    |
| 2019-2020               | Mezőkövesd-Zsóry        | NB1                     | 32         | -30        | CU              | 7               | -9              | -                  | -                  | -                  | -           | -           | -           | 39     | -39    |
| 2020-2021               | Mezőkövesd-Zsóry        | NB1                     | 32         | -43        | CU              | 2               | -1              | -                  | -                  | -                  | -           | -           | -           | 34     | -44    |
| Totale Mezokovesd-Zsory | Totale Mezokovesd-Zsory | Totale Mezokovesd-Zsory | 86         | -98        |                 | 11              | -10             |                    | -                  | -                  |             | -           | -           | 97     | -108   |
| 2021-2022               | Honvéd                  | NB1                     | 30         | -47        | CU              | 2               | -1              | -                  | -                  | -                  | -           | -           | -           | 32     | -48    |
| 2022-2023               | Honvéd                  | NB1                     | 23         | -37        | CU              | 0               | 0               | -                  | -                  | -                  | -           | -           | -           | 23     | -37    |
| Totale Honvéd           | Totale Honvéd           | Totale Honvéd           | 53         | -84        |                 | 2               | -1              |                    | -                  | -                  |             | -           | -           | 55     | -85    |
| 2023-2024               | Paks                    | NB1                     | 29         | -35        | CU              | 3               | -3              | -                  | -                  | -                  | -           | -           | -           | 32     | -38    |
| ago. 2024               | Paks                    | NB1                     | 2          | -2         | CU              | -               | -               | UEL+UECL           | 2+4                | -4 + -2            | -           | -           | -           | 8      | -8     |
| Totale Paks             | Totale Paks             | Totale Paks             | 31         | -37        |                 | 3               | -3              |                    | 6                  | -6                 |             | -           | -           | 40     | -46    |
| 2024-2025               | Al-Fateh                | SPL                     | 6          | -12        | KCC             | 1               | -2              | -                  | -                  | -                  | -           | -           | -           | 7      | -14    |
| Totale carriera         | Totale carriera         | Totale carriera         | 285+       | -377+      |                 | 19+             | -25+            |                    | 6+                 | -6+                |             | -           | -           | 310+   | -408+  |

### Cronologia presenze e reti in nazionale
| Cronologia completa delle presenze e delle reti in nazionale ― Ungheria | Cronologia completa delle presenze e delle reti in nazionale ― Ungheria | Cronologia completa delle presenze e delle reti in nazionale ― Ungheria | Cronologia completa delle presenze e delle reti in nazionale ― Ungheria | Cronologia completa delle presenze e delle reti in nazionale ― Ungheria | Cronologia completa delle presenze e delle reti in nazionale ― Ungheria | Cronologia completa delle presenze e delle reti in nazionale ― Ungheria | Cronologia completa delle presenze e delle reti in nazionale ― Ungheria |
| Data                                                                    | Città                                                                   | In casa                                                                 | Risultato                                                               | Ospiti                                                                  | Competizione                                                            | Reti                                                                    | Note                                                                    |
| ----------------------------------------------------------------------- | ----------------------------------------------------------------------- | ----------------------------------------------------------------------- | ----------------------------------------------------------------------- | ----------------------------------------------------------------------- | ----------------------------------------------------------------------- | ----------------------------------------------------------------------- | ----------------------------------------------------------------------- |
| 20-11-2022                                                              | Budapest                                                                | Ungheria                                                                | 2 – 1                                                                   | Grecia                                                                  | Amichevole                                                              | -                                                                       | 90+2’                                                                   |
| 10-6-2025                                                               | Baku                                                                    | Azerbaigian                                                             | 1 – 2                                                                   | Ungheria                                                                | Amichevole                                                              | -                                                                       | 58’                                                                     |
| Totale                                                                  |                                                                         | Presenze                                                                | 2                                                                       |                                                                         | Reti                                                                    | 0                                                                       |                                                                         |

## Palmarès

### Club

#### Competizioni nazionali
- Coppa d'Ungheria: 2

Paks: 2023-2024, 2024-2025